# James Halsell
James (Jim) Donald Halsell (West Monroe, 29 september 1956) is een voormalig Amerikaans ruimtevaarder. Halsell zijn eerste ruimtevlucht was STS-65 met de spaceshuttle Columbia en vond plaats op 8 juli 1994. Tijdens de missie werd er voor de tweede keer onderzoek gedaan in de International Microgravity Laboratory (IML-2), een aangepaste Spacelab module. 
Halsell maakte deel uit van NASA Astronaut Group 13. Deze groep van 23 astronauten begon hun training in januari 1990 en werden in juli 1991 astronaut. In totaal heeft Halsell vijf ruimtevluchten op zijn naam staan, waaronder één missie naar het ruimtestation ISS. Na NASA ging hij werken bij Alliant Techsystems.
Halsell werd in 2016 aangeklaagd wegens het veroorzaken van een auto-ongeluk waarbij hij een meisje van 11 en een meisje van 13 dood reed terwijl hij onder invloed van wijn en slaapmiddelen reed. De rechtszaak daarover werd in maart 2020 uitgesteld als gevolg van de coronapandemie.